# Vladimir Antonov
Vladimir Antonov (Kisinyov, 1958. június 23. –) moldáv nemzetközi labdarúgó-játékvezető.

## Pályafutása

### Nemzeti játékvezetés
Ellenőreinek, sportvezetőinek javaslatára 1994-ben lett hazája I. Ligás játékvezetője. Az aktív nemzeti játékvezetéstől 2003-ban vonult vissza.

### Nemzetközi játékvezetés
A Moldáv labdarúgó-szövetség Játékvezető Bizottsága (JB) terjesztette fel nemzetközi játékvezetőnek, a Nemzetközi Labdarúgó-szövetség (FIFA) 1996-tól tartotta nyilván bírói keretében. Több nemzetek közötti válogatott és klubmérkőzést vezetett, vagy működő társának 4. bíróként segített. A moldáv nemzetközi játékvezetők rangsorában, a világbajnokság-Európa-bajnokság sorrendjében a 2. helyet foglalja el 2 találkozó szolgálatával. Az aktív nemzetközi játékvezetéstől 2003. december 31-én a FIFA JB 45 éves korhatárát elérve búcsúzott. Válogatott mérkőzéseinek száma: 4.

#### Világbajnokság
A világbajnoki döntőhöz vezető úton Franciaországba a XVI., az 1998-as labdarúgó-világbajnokságra a FIFA JB bíróként alkalmazta.

##### 1998-as labdarúgó-világbajnokság

###### Selejtező mérkőzés
| Időpont            | Helyszín                        | Mérkőzés típusa           | Mérkőzés               | Eredmény | Nézők száma |
| ------------------ | ------------------------------- | ------------------------- | ---------------------- | -------- | ----------- |
| 1996. november 10. | Ali Sami Yen Stadion, Isztambul | előselejtező (7. csoport) | Törökország–San Marino | 7 : 0    | 19 654      |

#### Európa-bajnokság
Az európai-labdarúgó torna döntőjéhez vezető úton Belgiumba és Hollandiába a XI., a 2000-es labdarúgó-Európa-bajnokságra az UEFA JB játékvezetőként foglalkoztatta.

##### 2000-es labdarúgó-Európa-bajnokság

###### Selejtező mérkőzés
| Időpont           | Helyszín                 | Mérkőzés típusa           | Mérkőzés                | Eredmény | Nézők száma |
| ----------------- | ------------------------ | ------------------------- | ----------------------- | -------- | ----------- |
| 1998. október 10. | Rheinpark Stadion, Vaduz | előselejtező (7. csoport) | Liechtenstein–Szlovákia | 0 : 4    | 1 840       |

#### Nemzetközi kupamérkőzések

##### Kupagyőztesek Európa-kupája
| Időpont              | Helyszín             | Mérkőzés típusa            | Mérkőzés                                     | Eredmény |
| -------------------- | -------------------- | -------------------------- | -------------------------------------------- | -------- |
| 1996. szeptember 26. | Népstadion, Budapest | első forduló (2. mérkőzés) | Budapest Honvéd FC–Nîmes Olympique (francia) | 1 : 2    |

## Sportvezetőként
Az aktív játékvezetést befejezve a nemzeti JB ellenőre, a FIFA/UEFA JB ellenőre.